# Riksmötet 1976/1977
Riksmötet 1976/77 var Sveriges riksdags verksamhetsår 1976–1977. Det pågick från riksmötets öppnande den 4 oktober 1976 till riksmötets avslutning den 4 juni 1977.
Riksdagens talman under riksmötet 1976/77 var Henry Allard (S).